# 10 Lyncis
10 Lyncis är en vit stjärna i stjärnbilden Lodjuret. Stjärnan har visuell magnitud +6,96 och är således inte synlig för blotta ögat.